# Ulrich Ruschig

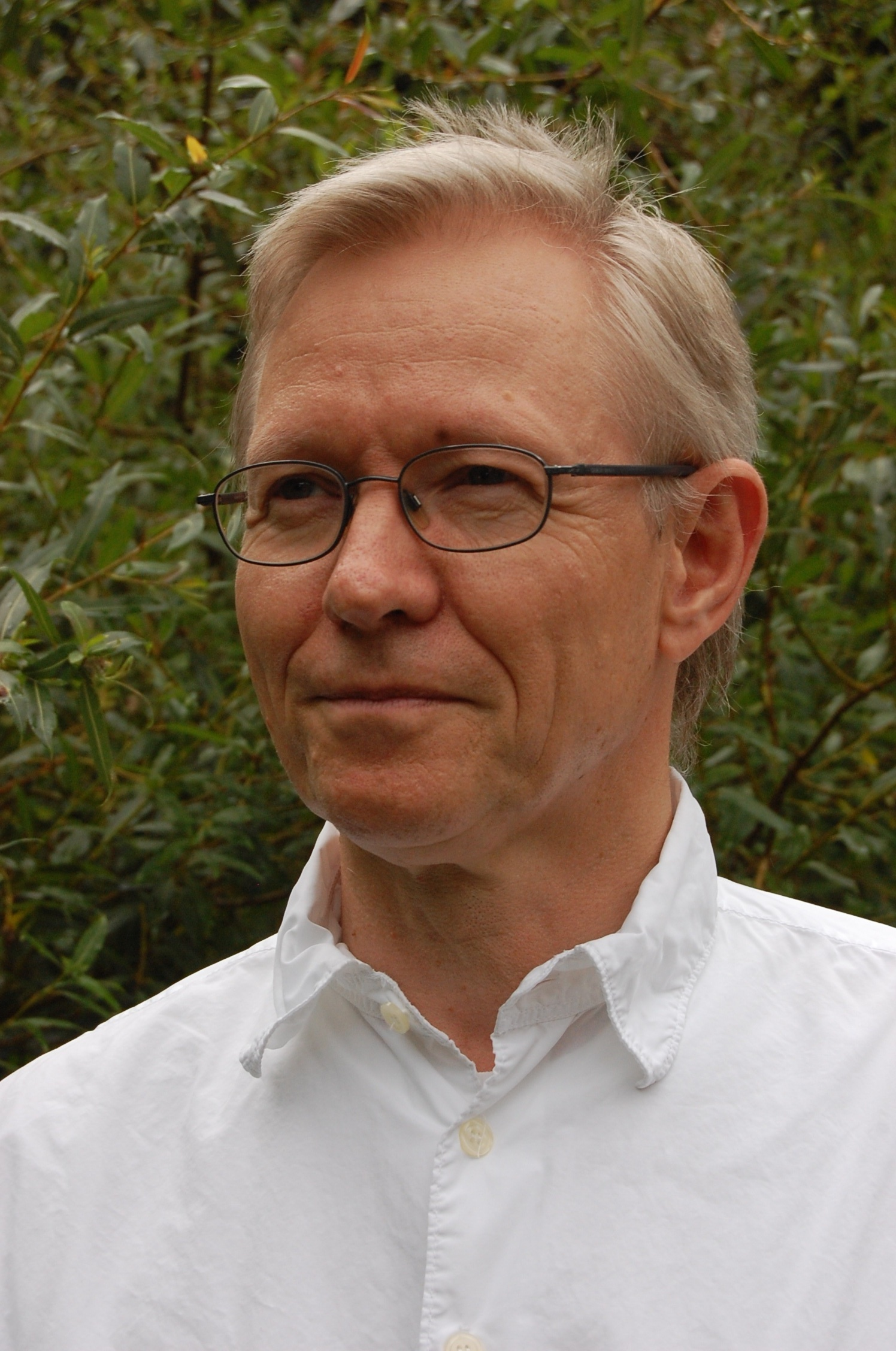
Ulrich Ruschig (2009)

Ulrich Ruschig (* 10. Juli 1948 in Frankfurt am Main) ist ein deutscher Chemiker und Philosoph.

## Leben
Ulrich Ruschig studierte Chemie und Philosophie an den Universitäten Frankfurt und Heidelberg und schloss sein Studium als Diplom-Chemiker ab. 1974 wurde er von der Universität Heidelberg mit einer biochemischen Dissertation zum Dr. rer. nat. promoviert. In den folgenden Jahren war Ruschig als  Wissenschaftlicher Assistent für Biologische Chemie an der Universität Heidelberg und für Organische Chemie an der Carl von Ossietzky Universität Oldenburg tätig. Ab 1979 lehrte er als Akademischer Rat für Allgemeine Chemie unter besonderer Berücksichtigung der Berufspraxis und Geschichte der Chemie an der Universität Oldenburg. 1995 habilitierte er sich an der Universität Hannover im Fach Philosophie mit einer Arbeit zum Thema Der Eintrag der Chemie zum Werden des Wesens.
1996 wurde er Hochschuldozent am Institut für Philosophie der Universität Oldenburg. Drei Jahre später, 1999, erfolgte seine Ernennung zum außerplanmäßigen Professor. 2013 wurde Ruschig pensioniert, obwohl er beantragt hatte, seinen Ruhestand hinauszuschieben. Dem Antrag wurde nicht stattgegeben, da Ruschigs Stelle dem Institut für Philosophie nur ad personam zugeordnet war und mit Ruschigs Ausscheiden in das Institut für Chemie zurückging. Nachdem Ruschig zum Sommersemester 2018 auch keine Lehraufträge mehr am Institut erhielt, strengten der Fachschaftsrat Philosophie und einige seiner Seminarteilnehmer eine Studierendeninitiative nach § 20a Niedersächsisches Hochschulgesetz (NHG) an, die allerdings erfolglos blieb. Die Institutsleitung nannte als Grund dafür, dass es durch andere Veranstaltungen in den Themenbereichen von Ruschig keinen Bedarf an den Lehraufträgen gab.
Ruschig äußerte sich kritisch über die Studienstrukturreform, die im Rahmen des Bologna-Prozesses an den deutschen Universitäten durchgeführt wurde.

## Schwerpunkte
Zu Ruschigs Schwerpunkten zählen Praktische Philosophie, die Marxsche Kritik der politischen Ökonomie, Systematische Grundlagen und Geschichte der Naturwissenschaften, Immanuel Kant und Deutscher Idealismus.

## Veröffentlichungen (Auswahl)
- Wie kapitalistische Herrschaft die lebendige Natur ruiniert : Artensterben, Massentierhaltung und die Vergiftung der Welt. PapyRossa Verlag, Köln 2025, ISBN 978-3-89438-851-5.
- Hrsg. zus. mit Hans-Georg Bensch und Sabine Hollewedde: Kapital und Natur. Ein Widerspruch – nicht auflösbar, profitabel gemacht, die Erde zerstörend, PapyRossa, Köln 2023.
- Die Befreiung der Natur: Zum Verhältnis von Natur und Freiheit bei Herbert Marcuse, PapyRossa, Köln 2020.
- Zum Begriff der Technik bei Horkheimer und Adorno. In: Zeitschrift für kritische Sozialtheorie und Philosophie, 3 (1), 2016, S. 182–208.
- (Hrsg. zus. mit Hans-Ernst Schiller) Staat und Politik bei Horkheimer und Adorno. Nomos, Baden-Baden 2014, ISBN 978-3-8487-1426-1.
- Hegels Logik und die Chemie. Bonn: Bouvier, 1997.
- Der Eintrag der Chemie zum Werden des Wesens. 1993, (Mikrofiche-Ausg.)
- Chemiker an der Heimatfront. Die I.G. Farben, die deutsche Chemie und der Nationalsozialismus. 1987, (Manuskript)